# ディスタギール・サール
ディスタギール・サール(ウルドゥー語: دستاغل سر)は、パキスタン・ギルギット・バルティスタンのカラコルム山脈にある山である。ヒスパー山塊の最高峰であり、世界で19番目、パキスタンで7番目に高い山である。この山には、標高7400mを超える長さ約3kmの山頂があり、西峰7885m、中央峰7760m、東峰7696m（または7535m）の3つの山頂がある()。

## 登頂歴
ディスタギール・サールの初登頂は、1960年のオーストリア隊（Günther Stärker、Diether Marchart）によるものである。オーストリア隊は、南面の西部を登り、南西の尾根を越えて最高部に到達した。その3年前の1957年、イギリス隊は南と西から登頂に挑戦したが、悪天候のため失敗した。1959年のスイス隊も、南東の尾根上で悪天候のため撤退した。
最も高い西峰へは、1980年と1982年にオリジナルのルートで2回登頂されている。1988年と1998年に行われた、困難な北面からの登頂は失敗した。東峰は、1980年にポーランド隊が東面より初登頂され、その後1983年に登頂された。